# Rehwiese Bühlau

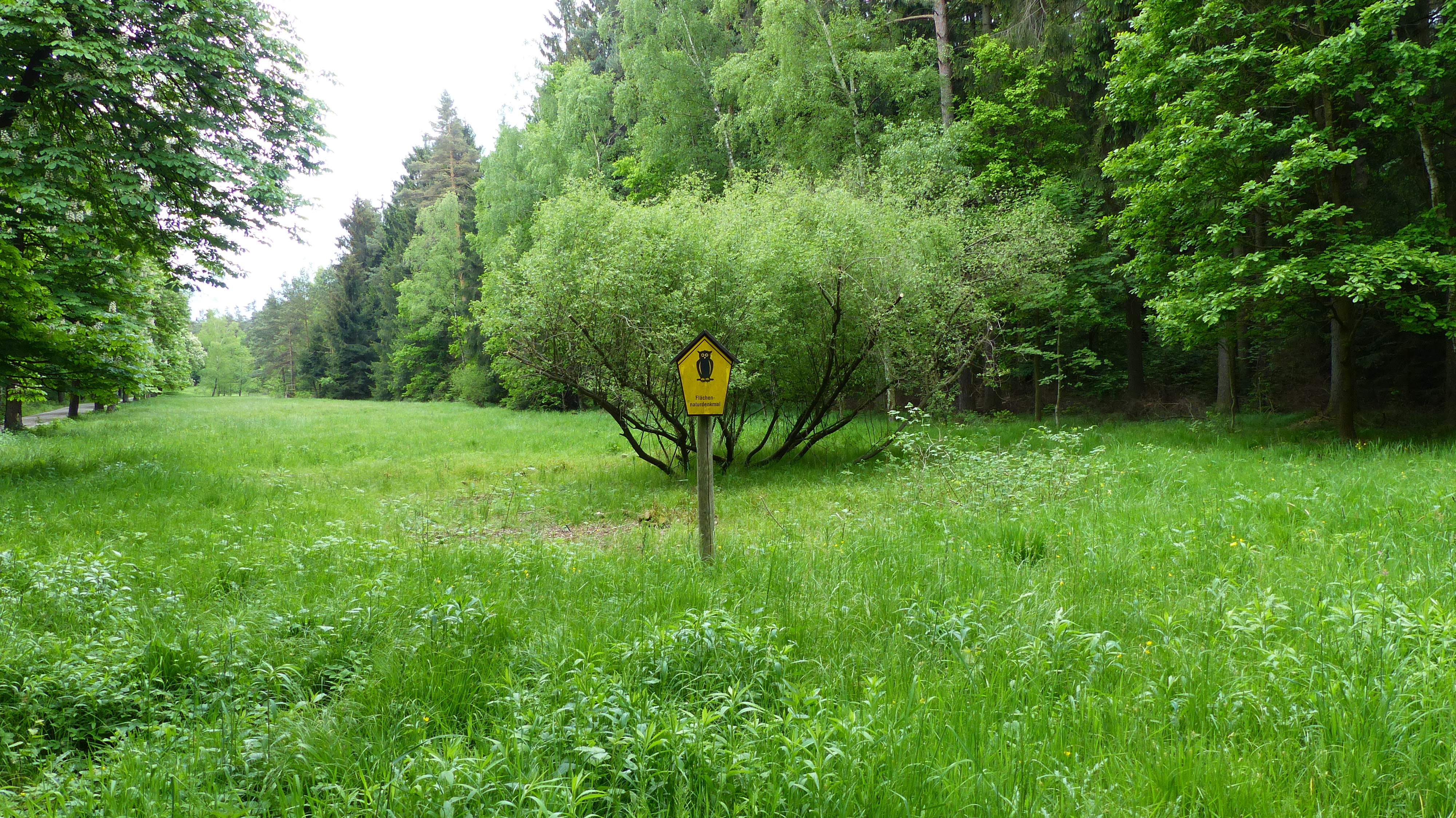
Rehwiese Bühlau mit Denkmalschild

Die Rehwiese Bühlau ist eine langgestreckte Feuchtwiese in der Dresdner Heide, die als Flächennaturdenkmal (ND 24) unter Schutz steht.

## Geografie
Die Wiese befindet sich im historischen Wegenetz auf einem Viertelkilometer entlang der Alten Zwei, einem Forstweg von Bühlau zum Dresdner Saugarten. Der nördlichste Punkt des Naturdenkmals befindet sich an der Kreuzung der nordwestwärts verlaufenden Alten Zwei mit dem gen Nordosten kreuzenden Flügel B. Das südliche Ende befindet sich etwa 1 km nördlich des Bühlauer Siedlungsrands an der Heide.
Bei einer Breite von etwa 25 Metern nimmt das Flächennaturdenkmal etwa 0,7 Hektar ein. Durch den südlichen Teil fließt das Rennsteigwasser, das über den Haarweidenbach in die Prießnitz entwässert. Außerhalb des geschützten Bereichs setzt sich die Wiese ein Stück nach Süden fort, dort befindet sich auch der etwa 0,1 Hektar große Zweienwegteich.

## Schutzgegenstand

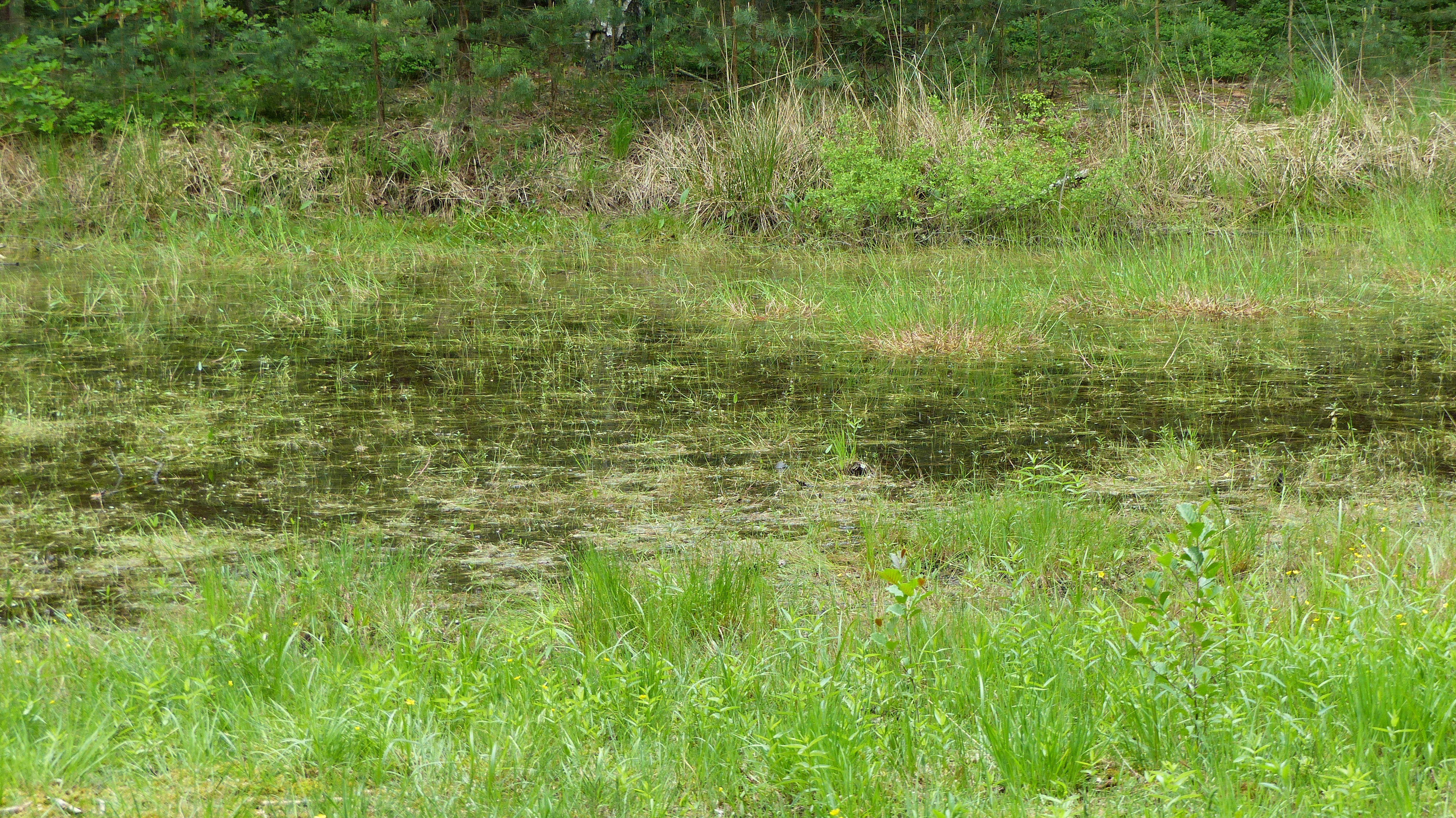
Nasswiesendetail

Am 3. Januar 1985 fasste der Rat der Stadt Dresden einen Beschluss zur Unterschutzstellung von Naturdenkmalen. Darunter waren zwei Naturdenkmale zur einstweiligen Sicherung aufgenommen, die Nummer 24 „Rehwiese Bühlau (nördl. Teil)“ und die Nummer 25 „Olterteich“. Die angegebene Kurzcharakteristik zu ersterem benennt das „Feuchtbiotop mit niederen, vom Aussterben bedrohten Tieren und geschützten Pflanzen“.
Auf der Wiese kommt nicht nur das namensgebende Rehwild zum Äsen. Auch zahlreichen Insektenarten dient der artenreiche Bestand an Blütenpflanzen dieser Feuchtwiese als Nahrungsgrundlage, der Beschluss des Rats der Stadt verweist auf geschützte Schmetterlingsarten. In der Verordnung der Landeshauptstadt Dresden über das Flächennaturdenkmal „Rehwiese Bühlau“ vom 9. Mai 1996 ist als Schutzzweck „die Erhaltung und Pflege einer Feuchtwiese als Lebensstätte bestimmter Tiere und Pflanzen, insbesondere mehrerer Tagfaltervorkommen“ und „die Erhaltung der Seltenheit, Eigenart und landschaftlichen Schönheit“ festgehalten. Auf dem bachdurchflossene binsen- und seggenreichen Teil der Nasswiese wachsen Rundblättriger Sonnentau (Drosera rotundifolia) und Natternzungenfarn (Ophioglossum vulgatum).